# Hommerdingen
Hommerdingen est une municipalité allemande située dans le land de Rhénanie-Palatinat et l'arrondissement d'Eifel-Bitburg-Prüm.

## Toponymie
- Humircingen (1317), Hummerdingen (1392), Hemertingen (1501), Homerdingen (1570).
- En luxembourgeois: Hommerdjen[1].